# 뵈제 옹켈츠
뵈제 옹켈츠(Böhse Onkelz, 이하 옹켈츠)는 1980년부터 2005년까지 활동한 독일의 록 밴드이다.(2014년 1월 20일 재결성 선언. 이하 하단의 '2014:복귀' 참조) 음악적으로 신나치주의와 거리를 두었음에도 80년대 당시의 일시적 우파록 성향으로 현재까지도 논란의 대상이 되고 있다.
활동기간 동안 미디어의 존중을 받지 못하였고, 과거의 행적으로 인해 냉대받아 왔음에도 불구하고 1990년대 중반부터 꾸준히 독일 TOP 10차트에 진입하였고, 1998년 앨범 Viva los Tioz부터 발매한 모든 앨범이 계속 1위에 올랐다.

## 역사

### 1980–1981: 결성
1980년 11월, 당시 10대 후반 이었던 슈테판 바이드너(Stefen Weidner), 케빈 리하르트 러셀(Kevin Richard Russel), 페터 '페' 쇼로프스키(Peter „Pe“ Schrowsky)는 Unterfranken(운터 프랑켄)의 회스바흐(Hösbach)에서 섹스 피스톨즈나 라몬스와 같은 밴드의 영향을 받은 펑크록 밴드를 결성한다.
자서전에 언급한 바로는, 밴드의 이름은 이들이 이웃의 아이들의 썰매를 빼았어서 장난을 쳤기 때문에, 이들이 나타나면 아이들이 "조심해, 저기 나쁜 삼촌들이 온다" 라고 말한 것에서 기인한다고 한다.
옹켈츠로 이름을 바꾸기 전까지 'Beulenpest(보일렌페스트)'라는 이름을 사용했었다. 결성 초기에서는 주로 프랑크푸르트 암 마인에서 활동을 하였다.
1981년 마티아스 '곤조' 뢰어(Matthias „Gonzo“ Röhr)(당시 18세)가 밴드에 가입하게 하는데, 옹켈츠에 가입하기 전, 80년 겨울에 결성한 안티쾨르퍼(Antikörper)에서 활동하였다. 뢰어의 가입은 밴드에 경험이라는 요소를 불어넣었다. 결성 초기에 쇼로프스키는 드럼을, 바이드너는 기타, 뢰어가 베이스를, 러셀은 보컬을 맡았다. 첫 번째 옴니버스 앨범 'Soundtrack zum Untergang Vol. II'를 녹음하기 직전, 뢰어와 바이드너는 포지션을 교체한다.

### 1981–1985: 스킨헤드 시절
1981년 외국인 혐오 내용을 담고 있는 곡 Türkähn rauhs을 포함한 첫 번째 데모테잎을 녹음하고, 같은 해 싱글앨범 'Kill the Hippies-Oi'를 발매한다. 데모앨범에서 두 곡을 82년에 발매된 좌익 펑크 옴니버스 앨범 'Soundtrack zum Untergang Vol. II'에 싣는다. 하지만 그 당시 비정치적 이었던 펑크씬이 계속 좌편향화되었고, '새로운 독일의 물결'이 등장하면서 상업화됨에 따라, 옹켈츠는 이 씬에서 더 이상 관심을 갖지 않고 Oi-무브먼트에 더욱 집중했다. 오이(Oi!)-씬에서는 비정치적이면서 반사회적인 음악을 계속 만들 수 있었기 때문이다. 이를 통해서 밴드는 Oi!문화와 밀접해 있는 스킨헤드들과 긴밀한 관계를 갖게 된다. 그러면서 이 씬에서 활동하는 동안에는 케빈 러셀은 조선공으로 취업을 하거나, 곤조가 입대를 하는 등 개인의 삶에 대해서 좀 더 책임감을 갖는 경향이 강하게 나타났다.
1983년 100여 곡을 녹음한 두 번째 데모앨범을 발매하는데, 이 앨범에는 두 번째 외국인혐오 내용을 담고 있는 Deutschland den Deutschen(독일을 독일인들에게 - 역자 주)가 포함되어 있다.
1984년에는 레이블 록-오-라마(Rock-O-Rama)에서 데뷔앨범 der nette Mann을 발매하였고, 앨범의 초점은 '펑크'와 '새로운 물결'에 맞추어져 있었다. 또한 이 앨범은 1986년 9월 BPjS(Bundesprüfstelle für Jugendgefährdende Schriften - 연방 청소년 유해 매체물 심의 위원회)에 의해서 유해물로 지정되는데, BPjS의 판결에 따르면 두 곡의 국가사회주의적인 경향(Frankreich 84‘, Böhse Onkelz), 선정적 가사(Mädchen) 그리고 세곡의 폭력 찬양(Dr. Martens-Beat, Fußball und Gewalt und Der nette Mann)때문이었다. 얼마 지나지 않아 Brühl 법원이 완전한 판매 불가 판정을 내리고 음반을 전면 압수하게 된다.
이 앨범에 대한 판결시효가 추후 만료되었다.
이외에도 이 앨범에는 Stolz나 Deutschland와 같은 스킨헤드 씬을 찬양하는 노래들이 담겨있다. 이 앨범은 판매금지령이 내려지기 전까지 초판 1000장이 판매되었다.
이는 준수한 성적은 아니었다. Oi! 신에서는 해적판이 나돌게 된다. 판매금지령이 내려진 후에 이 앨범은 다시 여론의 주목을 받게 된다.
1집이 발매된 후 바이드너, 뢰어, 쇼로프스키는 1984년 말부터 스킨헤드 씬의 강압성 (예: 특정한 드레스 코드)에 반감을 느껴 거리를 두기 시작했고, 1986년 바이드너는 음악잡지 'Singen und Tanzen'과의 인터뷰에서 "이제 더 이상 나올 수 없는 구석에 몰려 있는 것에는 흥미가 없다. 우리는 즐거움을 원했으나, 결국 불가능해졌다"라고 말한다. 이와는 반대로 보컬 케빈 러셀은 1985년 말까지 스킨헤드 문화에 미련을 버리지 못해서, 다른 멤버들과 논쟁을 벌였으며,밴드 내에서 긴장기류가 흐르기도 했다.
1984년 초반부터 스크류드라이버, 스컬헤드, 브루털 어택을 위시한 네오나치 밴드들의 앨범이 발매되며 밴드는 레이블 Rock-O-Rama를 떠나기로 결심했고 레이블 사장 Herbert Egoldt (헤어베르트 에골트)와 금전적으로 거리를 두게 되었다. 그럼에도 불구하고 레이블과 결별하기 전까지 기존의 앨범계약(총 세 장)을 이행해야만 했고, 1985년 Böse Menschen – Böse Lieder와 Mexico를 Rock-O-Rama에서 발매한다.
Mexiko는 레이블의 자금문제 및 음악적인 문제로 인해서 단 여섯 곡만을 수록했다.
1985년 11월 9일 밴드는 마지막으로 스킨헤드들만 찾는 베를린의 KdF-Bunker에서의 콘서트를 갖는다. 옹켈츠는 다른 밴드들이 불참하게 되면서 게스트로 참가하게 된다. 콘서트현장을 녹화한 비디오에서는 히틀러식 인사와 네오나치의 구령등을 확인할 수 있다. 이는 당시의 씬이 극우화되어 있었다는 것을 보여준다. 옹켈츠는 이를 보고 스킨헤드신이 완전히 분열되었고, 그들의 이상향을 배반했다고 말했다.

### 1986-1992: 판매불가 판정과 대중의 인식
Der nette Mann이 판매 불가 판정을 받고, 스킨헤드 씬에서 탈퇴한 초기에는 큰 사건은 없었다.
SOS-Kinderdorf를 위한 자선 콘서트가 끝나고 1989년까지 공식적인 라이브활동은 없었다. 1987년 밴드는 앨범 Onkelz wie wir를 발매하고 이듬해 Kneipenterroristen을 발매한다. 위 두 앨범은 이전 앨범과 마찬가지로 술과 폭력을 다루었으나, 가사, 음악적으로 더욱 복잡한 성향을 띠고 있다. 음악적인 발전과 헤비메탈씬에서 조금씩 입지를 굳혀 가고 있음에도 밴드는 내부적 문제(친한 친구의 사망, 보컬 케빈 러셀의 알콜, 약물중독)로 인해서 큰 문제에 시달린다.
이 당시에 밴드는 미디어의 주목을 끌지 못하였으나, 높은 판매고를 올린 앨범 Es ist soweit ‚Wir ham’ noch lange nicht genug과 Heilige Lieder를 발매하며 차차 주목을 끌기 시작한다. 그리고 과거에 대한 언급, 밴드개명 요구 횟수는 더욱 잦아진다. 1990년 초 독일에서 외국인에 대한 공격 (예: 로스토크와 리히텐하겐(Rostock-Lichtenhagen)에서 일어난 폭동(곡: Deutschland im Herbst)과 묄렌(möllen)에서 일어난 외국인 살해)이 커짐에 따라 옹켈즈에 대한 대중의 관심은 계속 커져만 간다.
이 때 밴드는 여론의 엄청난 비난에 직면하게 되고, 라디오 방송사 (추후 MTV와 VIVA과 같은 TV방송국)들이 옹켈츠의 곡을 플레이 하는 것을 거부하고, 자툰(Saturn), 메디아 마르크트(Media Markt), WOM(World of Musik)등의 대형 매장에서는 옹켈츠의 앨범 판매를 거부하는 사태까지 이르게 된다.
이와는 반대로 음반사 Metal Enterprises(옹켈츠는 1990년까지 계약관계에 있었고, 극우 편향성 때문에 레이블과 작별하게 된다.)는 밴드의 과거를 이용하여 극우 팬들을 끌어 모으려 했다. 1994년 König für einen Tag을 타이틀로 내세운 Best of Onkelz를 발매하였으나, 앨범의 커버가 나치를 조롱하는 내용이라서 판매를 금지하기에 이른다.

### 1992–1997 성공과 비난 사이
여론의 뭇매에도 불구하고 옹켈츠는 꾸준히 성공적인 행보를 이어나갔고, 1993년 더블 앨범 Weiß와 Schwarz를 발매하며 스위스 음악차트 10위, 독일 차트 12위에 진입하는 성과를 거둔다. Weiß 앨범 수록곡인 Deutschland im Herbst으로 밴드는 우익 씬과 그들의 인종차별적인 공격에 대해서 반대적인 입장을 취한다는 것을 선언한다.
바이드너는 음악지 Rock Hard와의 인터뷰에서 다음과 같이 말한다. "작년에 발생한 로스토크, 묄렌 그리고 다른 곳에서 발생한 일련의 사건들에 대해서 그냥 지나칠 수 없다. Deutschland im Herbst는 이런 사건들에 대한 우리의 답변이다.
또한, 가사에서 보여지는 단어선택은 우리가 생각하는 그대로를 담고 있다."Braune Scheiße"(갈색 쓰레기들)는 나에게는 더도 말고 덜도 말고 재앙이나 다름없다."
1994년 옹켈츠는 레이블을 버진레코드(Virgin Records)로 옮겼으며, 이는 최초의 메이저 음반사와의 계약이었다. 버진레코드에서 Hier sind Onkelz를 발매하고 독일 차트 5위에 오른다.
전 주의회 의원이었던 녹색당의 Michael Schmelich(미샤엘 슈멜리히)와 프랑크푸크트(Frankfurt am Main)시의 다문화 담당부서의 Daniel Cohn-Bendit(다니엘 콘-벤디트) 도움으로 밴드는 데뷔 최초로 독일-오스트리아 투어에 나선다.
이 때 보컬 러셀은 처음으로 성공적으로 거의 생명을 위협할 수준이었던 헤로인, 알코올중독을 극복했다.
1996년 밴드는 앨범 E.I.N.S(독일 차트 4위)를 발매하였고, 언론에서는 "사실 여전히 스킨헤드다“(Eigenlich Immer Noch Skins - 역자 주)라는 조롱을 일삼았다.
수록곡 Enie Tfahcstob rüf Ediona-RAP은 이러한 언론의 태도를 거칠게 비판하며 조롱하는 곡이다.
또한 'Ihr sollt den Tag nicht vor dem Abend loben'라는 곡을 통해 자신들에 대해서 꾸준히 비판적인 입장을 취해온(예: Die Ärzte Schrei nach Liebe)와 디 토튼 호젠(Die Toten Hosen)에 대한 답가를 수록하기도 한다.
또한 96년 투어의 마지막으로 도르트문트의 Westfalehalle 공연을 갖았는데, 이 공연은 매우 성공적이었고 97년에 Live in Dortmund라는 라이브 앨범으로 발매된다.

### 1997–2004: 차트 1위 진입

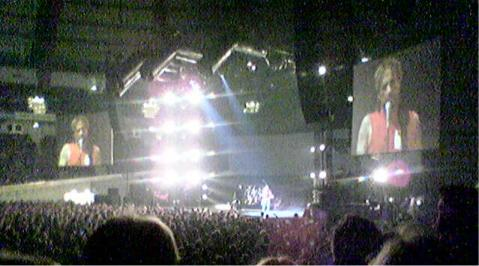
2004년 투어, 도르트문트에서의 두 번째 공연

1990년대 말 대형 매장인 메디아 마르크트와 WOM은 옹켈츠의 음반판매를 재개한다.
그리고 마침내 1998년, 이미 규모가 커지고 두터워진 옹켈츠의 팬들에 힘입어 같은 해에 발매된 앨범 Viva los Tioz가 판매 개시 48시간 만에 초판 30만장이 전량 매진되면서 차트 1위에 오르게 하는 기염을 토한다. 이 앨범은 오스트리아에서 3위, 스위스에서 10위에 오른다. 이 앨범의 성공으로 밴드는 1999년 록/팝 분야 '올 해의 그룹'에 노미네이트되지만 수상을 하지는 못했다.
버진 레코드와의 계약종료 후 밴드는 자신들의 레이블인 'rule23' 을 설립하고 버진레코드와 합병을 한다. 'rule23‘은 추후 'regel23'으로 개명한다. 자신들의 레이블에서 최초로 발매한 앨범 Ein böses Märchen...aus tausend finsteren Nächte은 독일 차트 1위에 오른다. 오스트리아에서는 근소한 차이로 2위, 스위스에서는 11위에 오른다. 싱글 커트된 Dunkler Ort또한 차트 순위권에 진입한다. 2002년 발매한 Dopamin또한 차트 1위에 오르면서 앨범 세 장 연속 차트 1위에 오르는 기록을 세운다. 2003년과 2005년에도 록/팝 부분 '올해의 밴드‘에 노미네이트된다.
이 때 밴드는 좌,우를 아우르는 극단주의에 대한 거부의사를 확고하게 표현하며, 다수의 Rock-gegen-Rechts, Rock-gegen-Gewalt 콘서트에 참가하며, 다양한 사회사업에 활발히 참여한다. 밴드는 일련의 정치적 입장을 거부하는 아웃사이더로 활동한다. 그럼에도 불구하고 그들의 ‚어두운 과거‘는 여전히 언론의 먹잇감이 되었다.
MTV Masters는 옹켈츠에 대한 특별방송을 방영했는데 내용은 밴드에 대해서 잘못된 정보를 다루었다. 이에 따라 밴드는 싱글 ‚Keine Amnestie für MTV‘를 발매하고 독일 차트에서 2위, 오스트리아에서 8위, 스위스에서 25위에 오른다.
또 다른 논쟁의 정점은 2003년 8월 옹켈츠가 롤링 스톤즈(Rolling Stones)의 하노버 박람회장에서의 콘서트에서 헤드라이너로 발탁이 되었을 때 "German Nazi Punk Band to open for the Rolling Stones"(독일의 나치밴드가 롤링 스톤즈의 헤드라이너가 되다. - 역자 주)라고 미국 일간지 뉴욕 포스트(New York Post)가 2003년 7월 2일자 신문에서 언급한 일이다.

### 2004–2005: 활동 종료

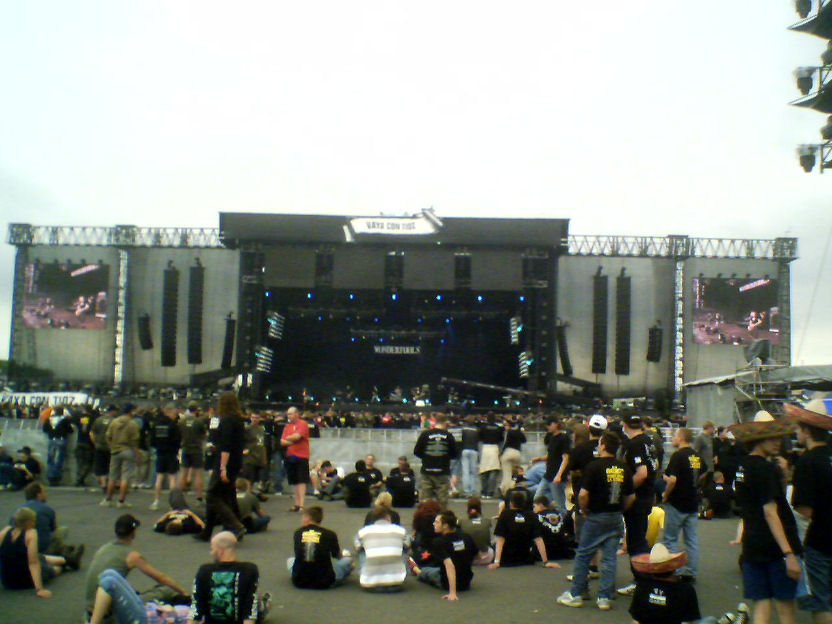
2005년 7월 17일, 라우지츠링 무대

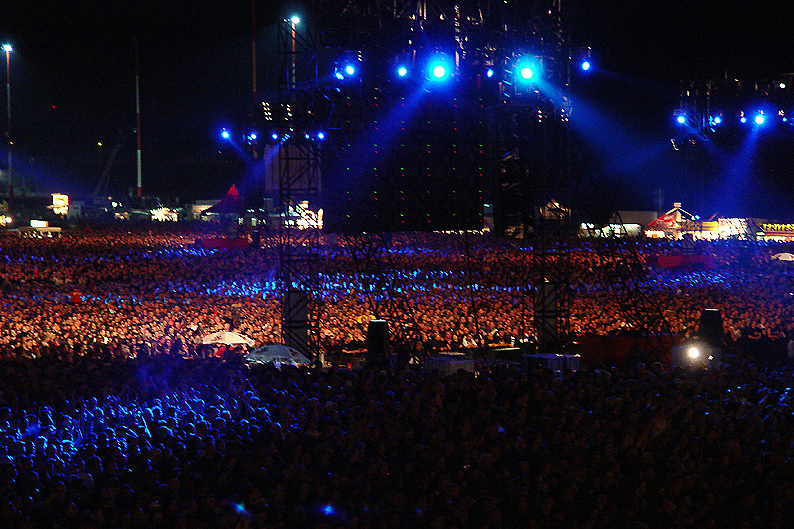
공연장을 찾은 12만명의 관중들

2004년 5월 24일밴드는 은퇴를 선언한다. 마지막 앨범 Adios를 발매하고 차트 1위에 오른 후, 8월 바켄 오픈 에어 콘서트에 참가하고 전석 매진된 2004년 투어 Tour 2004를 지나, 2005년 7월17일 18일 이틀동안 열린 라우지츠의 유로스피드 웨이(EuroSpeedway Lausitz)에서의 vaya con Tioz라는 이름의 고별 콘서트를 개최한다.
고별 콘서트에서는 ebay의 콘서트티켓과 관련된 문제가 화제가 되었는데, 예매 개시 22일만에 10만장 전량이 판매되었다. 상당수의 티켓이 브로커들을 통해 판매되었고, 추후 이베이에서 가격이 폭등했기 때문이다.
추가판매 만으로도 이베이에서 활동한 브로커들은 수 백 퍼센트 이상의 수익을 올렸다.
이에 대해 옹켈츠는 공식 티켓배송업체와의 협력하여 브로커들의 개입행위를 차단했다.
고별콘서트의 헤드라이너로 모터헤드(Motörhead), 머신헤드(Machine Head), J.B.O., 인 엑스트레모(In Extremo), 사이코 펀치(Psychopunch), 칠드런 오브 보덤(Children of Bodom), Pro-Pain(프로-페인) 과 옹켈츠의 카피밴드인 die Enkelz와 Kneipenterroristen등이 참가했다.
미스피츠(Misfits)와 투르보네그로(Turbonegro)는 처음에는 참가 약속을 했으나, 여론의 압력을 이유로 취소한다.
마키 라몬(Marky Ramone)또한 미국의 팬들이 보이콧을 하였기 때문에 콘서트 개최 며칠 전에 참석을 취소했다.
고별 콘서트의 첫 날에는 밴드의 초기 12년간의 곡들을 연주했고, 이중에는 브란덴부르크(Brandenburg) 지방경찰청이 금지한 곡이자, 데뷔곡과의 동명 타이틀곡 der natte Mann을 연주하였는데, 결국 경고장을 받게 된다.
옹켈츠는 이번 말고도 지난 시절 콘서트에서 금지된 곡들을 연주해서 벌금을 물었던 전력이 있다.
두 번째 날에는 최근 12년간의 노래들을 연주하였다. 마지막 날 공연이 종료되기 전 10분 간 바이드너가 팬들에게 고별사를 전하기도 했다.

### 2005–현재: 해체 후
2007년 2월 16일 고별 콘서트 영상을 Vaya con Tioz라는 이름의 네 장의 DVD로 구성된 앨범을 발매한다. 2007년 11월 중순에서는 Onkelz wie wir을 재녹음 하여 발매한다. 또한 이 앨범으로 '올해의 음악 DVD상'을 거머쥔다.
이는 수년간의 노미네이팅에 이은 최초의 수상이었다. 수상은 TV로 방영이 되었다. 슈테판 바이드너와 마티아스 뢰어는 해체되기 이전에 이미 각각 두 장의 솔로앨범과 한 장의 라이브 앨범을 발매하였다.
2010년 10월 4일 보컬 케빈 러셀은 프랑크푸르트 지방법원에서 2년 3개월의 징역형을 선고 받는다. 그는 2009년 12월 31일 마약을 복용한 채로 자신의 스포츠카를 타고 소형차를 들이받고, 뺑소니를 저질렀다. 당시 사고에서 두 명의 청년이 심각한 부상을 입었다.
공식 홈페이지에 올린 최초의 은퇴에 대한 언급 이후에도 바이드너는 2010년 12월 자신의 블로그에 Rock Hard와 Metal Hammer와의 인터뷰 내용을 업로드 하였고 여기에는 팬들에게 남기는 말과 밴드의 해체에 대한 솔직한 이유가 담겨 있다. 보컬 케빈 러셀이 지속적으로 약물을 복용한 것이 바로 그 이유였고, 밴드의 이미지를 심각하게 해하는 것을 피하기 위하여 해체를 하는 것 이라고 했다.
해체를 결정하기로 한 것은 롤링 스톤즈(Rolling Stones)의 헤드 라이너 공연때 러셀이 마약을 복용한 채로 무대에 올랐고, 공연을 망치기 직전에 이르렀을 때" 라고 한다.
2012년 8월 31일에는 드러머 페 쇼로프스키의 첫 번째 솔로앨범 'Dreck und Seelenbrokat'이 발매되었다.
페 쇼로프스키는 라이프치거 폴크스차이퉁(Leipziger Volkszeitung)과의 인터뷰에서 옹켈츠의 재결성 가능성을 시사했다. ("케빈이 옹켈츠에서 다시 노래를 부른다는 것이 전혀 사리에 맞지 않는 일은 아니다. 아마 내년이면 우리 네 명 모두 모여서 다시 무대에 오를 수도 있다. 이론적으로는 충분히 가능하고, 현실적으로는 조율 중이다. 라우지츠링 공연을 마지막으로 했던 것은 상당히 이기적이었다고 생각한다.")

### 2014: 복귀
2014년 1월 20일 밴드가 재결성을 한다는 소문이 돌았고, 밴드의 유투브 채널에“Nichts ist für die Ewigkeit“라는 타이틀에 BGM이 “Wir ham’ noch lange nicht genug“인 짧은 동영상이 올라왔다. 정확하게 2014년 1월 30일 00시에 카운트 다운이 끝나며, 밴드는 2014년 6월 20일에 호켄하임링에서 E.I.N.S라는 타이틀 하에 재결성 공연을 한다고 발표했다.

## 음악 스타일과 가사

### 음악 스타일
밴드 활동 초기의 음악 스타일은 라몬스(Ramones)와 섹스 피스톨즈(Sex Pistols)의 영향을 받은 펑크였다. 영국에서 Oi! 무브먼트가 독일로 유입되고 어느정도 자리를 잡았을 때, Sham 69, Cock Sparrer, Angelic Upstars 등이 옹켈츠의 음악적 롤모델이었다. 기타리스트 마티아스 뢰어의 별명인 "곤조"는 Ted Nugent(테드 뉴전트)의 앨범 Double Live Gonzo에서 차용하였다. 이외에도 곤조와 바이드너는 미국 블루스락 뮤지션인 Stevie Ray Vaughan(스티비 레이 본)의 팬이고 Weiß(1993)앨범에 Tribute to Stevie 라는 곡으로 그의 죽음을 애도하기도 했다.
옹켈츠의 음악은 변화를 거듭해 왔다. 결성 초기부터 1985년까지는 Oi! 펑크, 1983년부터는 스카펑크, 1985년부터는 하드록의 스타일의 음악을 연주했다. 1987년 앨범 ‚Oneklz wie wir‘앨범부터는 헤비메탈 성향이 강하게 두드러졌다.
이후 앨범에서는 하드록 스타일 위주였으나. 다양한 장르의 영향을 받았다. 기타 다른 음악적 특징으로는 러셀의 거칠고 공격적인 목소리를 들 수 있다. 이후 앨범에서는 다양한 악기로 실험적인 모습을 선보이기도 했다.
연주곡 Lt.Stoned 에서는 사이키델릭 록을 차용하였고 드러머 쇼로프스키도 작곡에 참여하였다. 하몬드 오르간은 New Deal의 Fred Bauer가 연주하였다.
앨범 Heilige Lieder에서는 여성 합창단이 부른 오라토리엄이 있는데 이 오라토리엄의 코러스는 밴드의 곡 Wir ham‘ noch lange nicht genug에서 차용했다.
연주곡 Baja(Schwarz앨범 수록)에서는 고래의 소리를 들을 수 있는데, 베이시스트 슈테판 바이드너가 두 달 간 고래를 관찰하기 위해서 그린피스가 운영하는 선박 'Baja California'에서 지내면서 영감을 얻은 곡이다.
1000 Fragen은 도어스에게 헌정하는 곡이다. 형이상학적 가사와 오르간 연주와 솔로가 두드러지는 곡이다.
앨범 Viva los Tioz에서는 하드록 리듬과 컴퓨터 신디사이저를 이용한 일렉트로닉 사운드를 혼합하기도 했다.
앨범 Adios의 수록곡 Einmal에서는 시타연주를 도입하였고, 낙관적인 가사와 아시아적인 삶의 철학을 담았다.
Erinnerung‚ Gestern war heute noch morgen, Koma- Eine Nacht, die niemals endet‚ Zu nah an der Wahrheit 에서는 피아노 연주가 나오는데, 밴드가 연주한 것은 아니다.
1999년의 Lieder wie Orkane 3 콘서트에서는 최초로 메들리를 연주한다. 메들리는 Wilde Jungs, Heute trinken wir richtig, So sind wir und Nie wieder로 구성되어 있었다.
밴드는 커버곡은 거의 연주하지 않았다. 커버곡은 Slade의 Coz I luv you, Serge Gainsbourg의 Je t'aime... moi non plus, The Who의 My Generation 과 영화 Die Drei von der Tankstelle(1930)의 Ein guter Freund가 전부다.

### 가사
대부분의 앨범에서 첫 번째 곡은 자기 아이러니를 신으로 묘사한, 환영가가 대부분이고, 밴드의 인기를 부각 시키기도 한다. 팬들과 밴드간의 의리를 다짐하는 노래도 있다.
마찬가지로 자신들을 네오나치 밴드로 보고 있는 비평가들을 겨냥한 곡들 또한 상당수였다.
이외에도 밴드에 따르면 인터뷰 내용이나 밴드가 한 말들을 악용하고, 시청률을 높이기 위해서 소비자들에게 자극적인 내용만을 방송하는 미디어들을 비난하는 노래들 또한 많다.
크게 보면 많은 곡 중 저널리즘을 경멸하고 비판을 가한다. 이 주제는 옹켈츠의 전체 디스코그래피에서도 두드러진다.
이외에도 후기 앨범(1991년 후)에서는 삶의 의미를 다루기도 했다.
Finde die wahrheit(„진실을 찾아라.....왜냐하면 갈 길은 멀고, 죽음이 너의 끝이 아니기 때문이다, 이제 눈을 떠라...“)
Rätsel des Leben(인생의 수수께끼, 존재의 기적, 이제 이것들을 풀리기 시작하고 넌 나를 이해하게 될것이다..“)
이 주제들이 나온 것은 절친한 친구 Andreas "Trimmi" Trimborn(안드레아스 트리미 트림보른)의 죽음에서 기인한다. 그는 1990년 7월16일 흉부에 칼을 맞고 사망했다. 범인은 정당방위로 석방이 되었고. 이 사건은 많은 곡들에서 다루어졌다.
(Nur die Besten sterben jung, ‚Der Himmel kann warten‚ Der Platz neben mir - Part I + II.).
Ganz egal과 Das Messer und die Wunde 에서는 그 범죄자를 겨냥한 가사를 쓰기도 했다.
이외에도 옹켈츠는 사회, 정치적 폐해를 비난하기도 했다. 특히 정치적 극단주의에 반대하는 가사들이 많았다.
특히 극우주파들과 네오나치가 그 대상이다. Hässlich, brutal und gewalttätig, Deutschland im Herbst, Hass-tler와 Ohne mich가 그 예이다.
Scheißegal, Schöne neue Welt, Macht für den der sie nicht will, Worte der Freiheit, Entfache dieses Feuer 에서는 국가의 검열, 소비에트 체제의 몰락후의 열악한 삶의 조건과 유고슬라비아 내전에 따른 피해자들, 민주주의에 대한 이해부족, 동독 주민들의 실생활, 부패한 정치가들의 폐해에 대해서 다루기도 했다.
아동 성폭행, 아동 성매매 또한 이들의 주요 테마였다. 곡 Wie kann das sein("어떻게 이럴수가 있는가, 방콕과 마닐라를 어슬렁 거리는 잘사는 나라의 창녀들...어떻게 우리는 매정하게 일상으로 돌아갈 수 있는가“) ‚Viel zu jung‘과 ‚der nette Mann'에서는 아동 성폭행에 대해서 굉장히 직설적이며, 노골적으로 다루었다.
이외에도 사회에 대해서도 비판을 가한다. Superstar에서는 DSDS(Deutschland sucht den Superstar)와 같은 쇼를 ‚돈에 눈이 먼 음악산업‘이라고 일컫는다. 곡 Überstimuliert와 Regen에서는 생각을 하지 않는, 게으르고 나태한 사회를 비판한다.
Dunkler Ort에서는 우리가 어두운 현실을 스스로 만들어 냈다는 것과 이를 우리 스스로 극복할 수 있음을 보여준다 Kirche에서는 카톨리시즘, 교조주의, 그리고 기독교의 태도에 대한 거부자세를, Gesichter des Todes 에서는 미디어의 시청률에 대한 욕망과 돈을 좇기만 하는 시장을 비난하며, Exitus에서는 보수적이고 생각하지 않으며 변화를 이룰 능력이 없는 사람들을 비난한다.
자아발견과 자기애 또한 이들의 주된 주제이다.
영화 Kombat Sechzehn의 OST에 수록된 'Wenn du wirklich willst'에서는 자기애를, 'Das Wunder der Persönlichkeit', 'Mutier mit mir', 'Ich mache was ich will', 'Ich bin wie ich bin' 에서는 개인주의를 다루고 있다.
후기앨범에서는 밴드 멤버들이 'Wilde Zeit'(거친 시간들)이라고 표현하는 과거에 대한 언급이 더욱 잦아진다. 곡 Erinnerung ("난 절대로 잊을 수 없는 그 때를 기억해. 하지만 난 내 삶을 살아야 하고, 내 길을 혼자 가야해, 아름다운 시간이여 잘 있거라. 안녕")은 당시 네오나치 신과 일치해 갔던 Oi! 펑크 씬을 탈퇴하였을 때를 그리고 있다.

## 과거에 대한 비난 –네오나치 시절-

### 원인
오늘날까지 밴드는 네오나치와 거리를 두기 위해서 상당히 많이 시도 했음에도 불구하고, 네오나치적인 경향으로 비난을 받고 있다. 주로 비난 받는 이유는 펑크밴드였던 시절에 녹음한 1981년의 곡 Türken raus 때문인데, 이곡에서 밴드는 "Türkenpack, raus aus unserm Land, geht zurück nach Ankara, denn ihr macht mich krank"라는 가사로 항상 싸움에 말려들었던 터키 청소년들에 대한 적대적인 감정을 나타내었다고 한다.
비난론자들은 이 노래에서 특별한 그룹이 언급이 된 것이 아니라 일반적으로 ‚터키인은 나가라‘라고 언급을 했다는 것을 지적한다. 밴드의 언급에 따르면 이러한 일반화는 당시의 일차원 적인 사고 때문이라고 한다.
이외에도 곡 ‚Oi,Oi,Oi‘의 다른 버전인 Deutschland den Deutschen에서는 Türken raus에서와 같이 길거리에서의 경험과 당시의 폭력집단에 대해서 제대로 대항하지 못하고 노래로 풀어낸 것 이라고 한다. 이 두 곡은 외국인 혐오사상을 갖고 있는 몇몇 청소년들에게 영향을 끼치기도 했다.
마찬가지로 1981년 옴니버스 앨범 ‘Kill the Hippies’의 수록곡 ‘SS-Staat’에서는 밴드의 말에 따르면 “나치의 계획적 도발”을 확인할 수 있다고 한다.
저조한 음질 때문에 비난론자들 사이에서도 다음의 가사 “SS-Staat im Staate, wir wollen’s nicht erleben"인지 아니면 "SS-Staat im Staate, wir wollen’s miterleben"인지에 대해서는 논란의 소지가 여전히 남아있다.
이 노래의 가사는 국가사회주의를 찬양하는 노래로 해석된다.
이에 대한 밴드의 태도 또한 논란의 소지가 있다. 밴드의 팬들은 두 곡 Türken raus와 Deutschland den Deutschen은 „결코 공식적으로 발매된 적이 없다“고 주장하고 있으나, 이 앨범은 데모테입의 불법 복제를 통해서 많이 유포되었다.
슈테판 바이드너는 한 인터뷰에서 다음과 같이 밝혔다. "가사는 정말 저속했고 당시 일체의 발매는 없었다. 당연히 그런 노래들은 발매 하지도 않을 것이다."
위 두 곡은 현재까지도 판매불가 판정을 받은 바가 없다. 음반의 판매불가판정과 압수는 현재까지 데뷔앨범에서 비난을 받은 곡들이 전부이다.

### 비난론자들의 입장
정규 데뷔앨범 Der nette Mann(1984년 5월 발매)은 수록곡 열네 곡 중 여섯곡이 연방 청소년 유해 매체물 심의 위원회에서 금지곡 판정을 받았는데, 2년 후인 1986년에는 수록곡 전체가 불가판정을 받게된다.
국가사회주의적 경향: Frankreich 84', Böhse Onkelz,
선정적 가사:Mädchen
폭력 찬양적 가사: Dr. Martens-Beat, Fußball und Gewalt , Der nette Mann.
위원회의 당시 문서에는 원곡의 텍스트와 단어와는 조금 다르게 표현이 되어있다.
1985년 Lübeck(뤼벡) 콘서트에는 약700명의 오이! 스킨헤드들과 소수의 네오나치들이 운집하였는데, 케빈은 Deutschlandlied의 한 구절을 'schwarz-rot-gold(현재독일 깃발 색)' 대신 'schwarz–weiß-rot(흑백적-나치독일의 깃발)' 이라고 바꾸어 불렀다.
그리고 바이드너에게 엄청나게 비난을 받았고, 바이드너는 케빈의 얼굴을 주먹으로 때리기 직전까지 갔었다. 밴드의 말에 따르면 이는 „또 다른 멍청한 행동“ 이었고, "그의 독단적인 행동에 극도로 분노했다"고 했다.
이에 따라 밴드 내부의 긴장은 더욱 높아져만 갔다."라고 한다.
팬들은 로스토크와 리히텐하겐에서 발생했던 외국인들에 대한 방화행위에 대한 대답으로 93년에 작곡한 노래인 Deutschland im Herbst(독일의 가을)을 네오나치에 대한 거리감을 둔 것에 대한 증거로 삼는다.
가사는 다음과 같다. "모두가 모두의 적이다/..../극우파 쓰레기들이 죽어 나가는 것을 본다/그건 바로 너./ 백인들의 소음을, 인종차별이 가득한 노래들을 듣는다./무식한 자들, 패배자들의 어리석은 구호를 듣는다/..../정부의 거짓말과 너희 인생의 거짓말을 듣는다./우리에 대한 거짓말을 듣는다."
그럼에도 불구하고 비난론자들은 "이 곡의 가사가 누구를 겨냥하여 쓴 것인지 불투명하고, 밴드와 가사를 비난하는 사람들에 대한 공격으로 보이며, 따라서 거리를 두는 것으로 보이지 않는다."라는 입장이다.
콘서트 안내방송에서도 옹켈츠는 극좌, 극우를 막론하고 정치적 폭력과 거리를 두었다. ("우리의 공연에 정치는 존재하지 않습니다."- 슈테판 바이드너) 공연장에 하켄크로이츠(철십자) 혹은 히틀러식 인사를 하는 관람객은 보안요원에 의해서 지적을 받거나, 공연장을 떠나라고 한다. 비난론자들은 이것이 국가사회주의적 사상에 대해 거리를 두는 것은 아니라고 생각하는데, 이는 첫째, „독일 전역에서 나치의 심볼을 사용하는 것은 법적으로 금지되어 있기 때문이고, 둘째, 밴드가 공연 도중 어떠한 범죄 행위도 용납하지 않는 것은 밴드의 자신의 관심사이기 때문“이라고 한다.
그러나 이에 대한 반론으로는 옹켈츠가 외국의 공연에서도 위와 같은 행동을 하고 있다는 것이다. 스위스 공연에서는 하켄크로이츠와 유사한 상징물을 원천적으로 반입하지 못하도록 했다. 옹켈츠는 콘서트에 네오나치들이 오는 것을 막기 위해서 많은 신경을 쓰기도 했다. 또한, 밴드는 개명을 거부하는 것에 때문에도 비난의 도마위에 올랐었다. 비난론자들은 „옹켈츠가 이름을 바꾸지 않는 것은 과거로부터 계속 이득을 얻으려는 증거“라고 일축하였다. 이에 대해서 밴드는 Danke für Nichts라는 노래에서 다음과 같이 말한다.: "넌 우리보고 이름을 바꾸라고 하지 – 니 이름이나 바꿔라"와 "며칠이 지나도, 몇 년이 지나도 아무것도 바뀌지 않는다. 진실은 네 이름에 있는 것이 아니라 네 안에 있다."
밴드는 1996년 브레멘의 Rock-gegen-Rechts 콘서트에서 극우주의 사상, 외국인혐오 그리고 일반적인 혐오 자체를 싫어한다는 입장을 재차 밝힌다. 콘서트는 Mensch?!라는 이름으로 브레멘의 Stadthalle(슈타트할레)에서 개최되었다.
옹켈츠는 행사를 위해서 일정부분 금전적 지원을 했고, 옹켈츠 외에도 몇몇 인디밴드들이 연주를 하였다. 연주 외에도 브레멘의 문화청이 ‚외국인혐오‘에 대한 업적들을 소개하였다. 소규모의 네오나치들이 콘서트장에 진입하려 하였고, 국가사회주의 구호들을 외쳤으나, 얼마 지나지 않아 보안요원과 콘서트 방문객들의 Nazis raus(나치는 꺼져라!)라는 구호를 들으며 밖으로 쫓겨나게 된다.
2001년 9월 3일 외국인 관청과 사단법인 “Wir”는 옹켈츠와 함께 극우단체의 폭력을 받은 피해자들을 위한 콘서트를 다시 개최한다. Kreator(크리에이터), Destruction(디스트럭션), Megaherz(메가헤르츠)와 Sub7even(서브세븐)이 옹켈츠와 함께 무대에 섰었는데, 수익금은 10만 마르크를 상회하였다. 이 금액은 피해자들을 위해 사용되었다.
몇몇 비난론자들은 밴드가 라이브 활동과 음악만으로는 관심을 끌지 못하기에 네오나치를 테마로 사용함으로써 대중의 관심을 끌려하는 것이라고 생각한다.

### 밴드와 평론가 사이의 갈등
"다름슈태터 에쇼"의 1992년 11월 28일자 논평 "Was ist eine Jugendsünde?"에서 기자 Bert Hinsel (베르트 힌젤)은 노래 제목을 거꾸로 읽으면 "Arier on"(아리안 족이여, 계속 진군하라)이 된다는 것을 밝혀냈다고 한다.(논평 내용 삭제)
Noreira는 앨범 Heilige Lieder에 수록되어 있는 곡인데 원래는 Noreira가 아니라 Noreia이다. 이는 켈트의 신을 뜻한다. 앨범 초판에서는 인쇄실수로 인해서 'r'하나 더 들어간 것이다. 하지만 초판에 사용되었던 비닐이 그대로 사용 됨으로써 리마스터판 LP커버에도 ‚Noreira‘라고 되어있다.
위와 같은 옹졸한 ‚이슈사냥‘에 대한 대답으로 1996년 앨범 E.I.N.S의 수록곡 Enie Tfahcstob rüf Ediona-RAP (Eine Botschaft für Paranoide - 편집증에 걸린 놈들을 위한 메시지 역자 주)‘에서는 곡을 거꾸로 돌려보면 바이드너가 다음과 같은 메시지를 남겼다.
"축하한다. 이 노래를 거꾸로 돌리느라 참으로 고생이 많았다. 넌 분명 편집증에 시달리고 있는 멍청이거나 아니면 그냥 궁금해서 거꾸로 돌려 본 놈, 둘 중 하나일꺼다. 첫 번째에 해당되는 놈들은 우리 앨범에서 사탄이나 파시즘 적인 메시지를 생각했던 놈들이고, 우리는 바로 너희들을 위해서 이 노래를 쓴거다. 너희들은 진짜 미련한 놈들이며, 극단적인 추적 망상에 시달리는 녀석일꺼다. 불쌍한 놈. 참으로 불쌍하다. 혼자 방에 박혀서 문 잠그고 열쇠나 던져 버려라.“
2001년 6월, 독일 음악방송사인 MTV Germany는 프로그램 'MTV Masters'에서 옹켈츠에 관한 방송을 방영했고 옹켈츠는 매우 부정적으로 묘사되었다. 이에 따라 옹켈츠는 방송 책임자들을 비판하는 공식 성명을 발표하고, 추후 MTV와 어떠한 일도 함께 하지 않을 것을 밝힌다.
옹켈츠는 본질적으로 MTV를 비난하였는데 예정된 방송내용이 방영 이틀전에 마치 편집장 Leyla Piedayesh (레일라 피에다예쉬)가 밴드 멤버들에게 시위라도 하듯 완전히 바뀌어 있었고 이로 말미암아 옹켈츠는 방송 끝에 나오는 사인을 넣을 것을 거부하였다. MTV측에서 일방적으로 옹켈츠를 왜곡하였고, 밴드가 MTV측에 제공한 정보들은 거의 언급되지 않았기 때문이다.
이외에도 MTV는 Die Ärzte(디 애어츠테), Afrob, D.Flamer과 같은 안티 옹켈츠 뮤지션들과 인터뷰를 추진하였고,Sven Väth, Mark Spoon, Moses Pelham과 같은 친 옹켈츠 뮤지션들은 아예 언급조차 되지 않았다.
MTV와의 갈등으로 인하여 반 년이 지난 후, 옹켈츠는 싱글앨범 Keine Amnestie für MTV (MTV를 위한 사면은 없다)를 발매한다.
기타 다른 언론에 대한 부정적인 경험으로 말미암아 옹켈츠가 변명할 기회 조차도 받지 못하고 네오나치로 낙인 찍혀버리자, 언론과의 접촉횟수가 급감하는 결과를 낳게 되었다. 그리하여 옹켈츠의 콘서트에는 인터뷰나 기자들의 출입이 금지되는 사태가 발생하기도 했다.

### 타 뮤지션들의 입장
몇몇 뮤지션들은 옹켈츠를 굉장히 비판적인 시각으로 본다. 디 토튼 호젠(Die Toten Hosen)의 보컬 Campino(캄피노)는 Frankfurter Rundschau(프랑크푸르터 룬트샤우)지와 1998년 12월 12일 가졌던 인터뷰에서 "옹켈츠의 가사는 따라부를 하등의 가치도 없는 네오나치 찌끄레기"라고 일축했다.
2003년 그들의 공식 웹사이트의 인터뷰에서 „옹켈츠는 여전히 20년 전에 저지른 실수를 계속하고 있다“라고 비난했고, „이제는 옹켈츠를 일반적인 하드록 밴드로 봐야한다...이에 대해서 난 좀 느슨한 시각을 갖게 되었다“라고 말했다.
반 네오나치 노래인 디 애어츠테(Die Ärzte)의 'Schrei nach Liebe'에는 "Zwischen Störkraft und den Onkelz steht 'ne Kuschelrock-LP"라는 가사가 있는데 이들의 앨범 Unplugged Rock’n’Roll Realschule 의 노래의 원구절 "zwischen Störkraft und den andern"을 차용한 것이다. 가사를 바꾼것은 다음과 같은 혼란을 가져왔다. 이에 대해서 Farin Urlaub(파린 우어라우프)는 다음과 같이 말한다.
“이것 때문에 옹켈츠의 팬들에게 우리를 지지한다는 이메일을 받았다. 내용은 거의“너희들이 드디어 이해했구나!!!“였다. 원래 내가 의도한 것은 훨씬 부정적인 것이었다. „Zwischen Störkraft und den anderen“ 이 구절은 옹켈츠가 나치밴드라는 것을 거의 대놓고 말한 것이나 다름없다. 우린 지금도 계속 ‘den anderen’이 아니라 ‘onkelz’라고 공연에서 부르고 있다. 어쨌든 간에 내 알바 아니고, 난 여전히 옹켈츠를 싫어한다.”
두 밴드와의 갈등관계 속에서 밴드는 1996년 발매한 앨범 ‚E.I.N.S‘에서 „Ihr sollt den Tag nicht vor dem Abend loben(김칫국 쳐 마시지 마라)“에서 두 밴드를 직설적으로 언급한다. „베를린과 뒤셀도르프에 안부를 전한다“(베를린과 뒤셀도르프는 Die Ärzte와 die Toten Hosen이 각각 연고를 두고 있는 도시다.)
„인민을 위한 아편/ 꺼져라/ 그래 니들은 일단 우리가 니들을 혐오하게 하는 건 성공했겠지/ 근데 내 진짜 솔직하게 말하건데/ 니들 김칫국 마시다가 큰 코 다친다!"
인민을 위한 아편(Opium fürs Volk)은 die Toten Hosen의 1996년 앨범 타이틀이다. 엿이나 쳐먹어라(Scheiße für die Massen)은 die Ärzte의 앨범 ‚Motherfucker 666‘의 첫 번째 소절 "Ich scheiß auf Ihre Maße"를 인용한 것이다.
하지만 뮤지션 사이에서 유명한 ‚친 옹켈츠파‘가 존재한다. 래퍼 Moses Pelham(모제스 펠함), Köln(쾰른)출신 록밴드 BAP의 보컬 Wolfgang Niedecken(볼프강 니에데켄), 테크노DJ Sven Väth(즈벤 배트)와 Mark Spoon(마크 스푼)등이 그들이다. 또한 시간이 지나면서 음반업계 외부의 유명인사들 중에서도 옹켈츠를 지지하는 사람들이 생겨났다.
브레멘주의 이민담당관 Dagmar Lill(다그마 릴), 녹색당 정치가 Daniel Cohn-Bendit(다니엘 콘-벤디트), 저널리스트 Alice Schwarzer(앨리스 슈바르처)가 그들이다.

### 밴드와 네오나치의 오늘날의 관계
네오나치 신은 이에 대해서 상반된 입장을 보이고 있다. 네오나치들은 "옹켈츠의 초기 노래들을 듣고 싶다"고 말한다. 한편으로는 그들에 대해서 이미 배신감을 느꼈고, 이를 강하게 표현하는 밴드도 있다.
네오나치 밴드 Landser(란처)는 1995년의 곡 KPS에서 옹켈츠의 곡 „Signum des Verrats(1985년 Böse Menschen – Böse Lieder앨범 수록곡)의 가사를 차용하여 "뵈제 옹켈츠, 니들 옛날에는 멋졌는데/니들도 돈을 벌고 싶었겠지/ 그리고 못된 장난을 쳤지/아주 그럴듯한 표정으로/니들의 옛날 노래를 알고 있긴 한거냐?/ 너희들은 (그 노래들을) 부르고 싶지 않을꺼다/왜냐하면 배신자의 낙인이/너희 얼굴 한 가운데에 찍혀있으니까" 라고 비난을 담은 가사를 썼고, 또 다른 나치밴드 Zillertaler Türkenjäger(칠러탈러 튀어켄얘거)는 판매금지를 받은 앨범 12 Doitsche Stimmungshits의 수록곡 1001 Nacht에서 슈테판 바이드너를 비난하였다.
저널리스트 Klaus Farin(클라우스 파린)은 2001년의 한 인터뷰에서 "네오나치 밴드들의 안티 옹켈츠 노래는 총 20곡가량 된다."고 말했다.

## 밴드에 대한 기타 정보들
1990년대 중반부터 밴드는 그들의 팬을 'Neffen und Nichten'(조카들)이라고 불렀고, 이는 밴드와 팬 사이의 의리를 두텁게 하려는 의도였다고 한다. 이는 앨범 Ein böses Märchen … aus tausend finsteren Nächten의 수록곡 'Danke'의 가사에서 확인할 수 있다.
1996년 발매작인 E.I.N.S는 락 전문지(Rock Hard, Metal Hammer)의 독자 설문조사에서 수차례 ‚이 시대 최고의 헤비메탈 앨범'에 선정되었다. 하지만 발매당시에 이 앨범은 밴드의 디스코그래피에서 가장 높은 판매고를 기록한 앨범은 아니었다.
밴드, 라우지츠 콘서트대행사, 그리고 경찰측에 따르면, 라우지츠의 유로 스피드 웨이(EuroSpeedwat Lausitz)열린 밴드의 고별콘서트에는 공식적으로 12만 명이 운집하였으나, 6만명의 팬들이 추가로 모였다고 한다. 이들은 공연을 할 동안 캠핑장소에 있었다고 한다.
밴드의 인기는 해체한 후에도 식지 않았다. 매년 독일 전역에서 밴드를 주제로 한 행사들이 열리기 때문이다. 2006년 여름부터 G.O.N.D(Größte Onkelz Nacht Deutschlands)의 콘서트가 개최되었는데, 2009년에는 약 1만 8천명이 운집하기도 했다.
1985년 밴드는 Tabea Blumenstein의 Zagarbata라는 TV영화에 출연하기도 했다. 줄거리는 1980년대 초반의 스킨헤드와 펑크 무브먼트이다.
밴드는 티셔츠 판매를 통해서 얻은 수익금을 돌고보호단체 'Gesellschaft zur Rettung der Delphine e.V'와 페루 쿠스코의 아동복지시설 'Casa de Milagros'(카사 데 밀라그로스)를 경영하는 Chandler Sky Foundation, 그리고 아프간 내전으로 인한 피난민들과 망명자들을 위한 함부르크 외국인기관과 같은 단체에 기부하기도 했다.

## 정규앨범목록
(앨범 목록 전체는 Böhse Onkelz/Diskografie 참조)
| - 1984: Der nette Mann (Rock-O-Rama Records) - 1985: Böse Menschen - Böse Lieder (Rock-O-Rama Records) - 1985: Mexico (Mini-LP, Rock-O-Rama Records) - 1987: Onkelz wie wir… (Metal Enterprises) - 1988: Kneipenterroristen (Metal Enterprises) - 1989: Lügenmarsch (Picture-Mini-LP, Metal Enterprises) - 1990: Es ist soweit (Metal Enterprises) - 1991: Wir ham' noch lange nicht genug (Bellaphon Records) - 1992: Heilige Lieder (Bellaphon Records) | - 1993: Weiß (Bellaphon Records) - 1993: Schwarz (Bellaphon Records) - 1995: Hier sind die Onkelz (Onkelz Productions) - 1996: E.I.N.S. (Onkelz Productions) - 1998: Viva los Tioz (Onkelz Productions) - 2000: Ein böses Märchen … aus tausend finsteren Nächten (Rule 23) - 2002: Dopamin (Rule 23) - 2004: Adios (Rule 23) |